# Mračnjak
Mračnjak (žuti sljez, veliki sljez; lat. Abutilon), bilji rod zimzelenih, poluzimzelenih ili listopadnih grmova, trajnica i jednogodišnjeg raslinja iz porodice sljezovki (Malvaceae). Prema nekim navodima postoji preko 160 vrsta, a po drugima preko 200 vrsta. Raširen je po suptropskim i tropskim predjelima Amerike, Afrike, Azije i Australije. Najviši predstavnici roda narastu do 3 metra visine (10 stopa). Jedini predstavnik u Hrvatskoj je teofrastov mračnjak (Abutilon theophrasti).
Tri havajske vrste mračnjaka su kritično ugrožene, A. eremitopetalum s otoka Lānaʻi na Hawaiima, A. menziesii lokalno poznata kao Koʻoloaʻula također na Havajima i A. sandwicense s otoka Oʻahu.

## Vrste
1. Abutilon abutiloides (Jacq.) Garcke ex Hochr.
2. Abutilon affine (Spreng.) G.Don
3. Abutilon alii Abedin
4. Abutilon amplum Benth.
5. Abutilon andrewsianum W.Fitzg.
6. Abutilon andrieuxii Hemsl.
7. Abutilon anglosomaliae Cufod. ex Thulin
8. Abutilon angulatum (Guill. & Perr.) Mast.
9. Abutilon anodoides A.St.-Hil. & Naudin
10. Abutilon appendiculatum K.Schum.
11. Abutilon arenarium C.T.White
12. Abutilon arequipense Ulbr.
13. Abutilon auritum (Wall. ex Link) Sweet
14. Abutilon australiense (Hochr. ex Britten) Nimbalkar, Nandikar & Sardesai
15. Abutilon austroafricanum Hochr.
16. Abutilon balansae Hassl.
17. Abutilon bastardioides Baker f. ex Rose
18. Abutilon benedictum Bunbury
19. Abutilon berlandieri A.Gray
20. Abutilon bidentatum (Hochst) A.Rich.
21. Abutilon bivalve (Cav.) Dorr
22. Abutilon bracteosum Fryxell
23. Abutilon buchii Urb.
24. Abutilon burandtii Fryxell
25. Abutilon bussei Gürke ex Ulbr.
26. Abutilon californicum Benth.
27. Abutilon calliphyllum Domin
28. Abutilon carinatum Krapov.
29. Abutilon coahuilae Kearney
30. Abutilon cryptopetalum (F.Muell.) Benth.
31. Abutilon cuspidatum Pittier
32. Abutilon densiflorum (Hook. & Arn.) Walp.
33. Abutilon dinteri Ulbr.
34. Abutilon dispermum (Hochr.) Fryxell
35. Abutilon divaricatum Turcz.
36. Abutilon dugesii S.Watson
37. Abutilon durandoi Mattei
38. Abutilon eggelingii Verdc.
39. Abutilon eremitopetalum Caum
40. Abutilon erythraeum Mattei
41. Abutilon eufigarii Chiov.
42. Abutilon exonemum F.Muell.
43. Abutilon exstipulare (Cav.) G.Don
44. Abutilon falcatum A.St.-Hil. & Naudin
45. Abutilon flanaganii A.Meeuse
46. Abutilon fraseri (Hook.) Walp.
47. Abutilon fruticosum Guill. & Perr.
48. Abutilon fugax Domin
49. Abutilon fuscicalyx Ulbr.
50. Abutilon galpinii A.Meeuse
51. Abutilon gebauerianum Hand.-Mazz.
52. Abutilon geranioides (DC.) Benth.
53. Abutilon ghafoorianum Abedin
54. Abutilon giganteum (Jacq.) Sweet
55. Abutilon glabriflorum Hochr.
56. Abutilon grandidentatum Fryxell
57. Abutilon grandiflorum G.Don
58. Abutilon grandifolium (Willd.) Sweet
59. Abutilon grantii A.Meeuse
60. Abutilon greveanum (Baill.) Hochr.
61. Abutilon grewiifolium (Ulbr.) Krapov.
62. Abutilon guineense (Schumach.) Baker f. & Exell
63. Abutilon haenkeanum C.Presl
64. Abutilon haitiense Urb.
65. Abutilon halophilum F.Muell. ex Schltdl.
66. Abutilon hannii Baker f.
67. Abutilon herzogianum R.E.Fr.
68. Abutilon hirtum (Lam.) Sweet
69. Abutilon hulseanum (Torr. & A.Gray) Torr. ex Baker f.
70. Abutilon hypoleucum A.Gray
71. Abutilon ibarrense Kunth
72. Abutilon inaequilaterum A.St.-Hil.
73. Abutilon incanum (Link) Sweet
74. Abutilon inclusum Urb.
75. Abutilon indicum (L.) Sweet
76. Abutilon insigne Planch.
77. Abutilon itatiaiae R.E.Fr.
78. Abutilon julianae Endl.
79. Abutilon karachianum S.A.Husain & Baquar
80. Abutilon lauraster Hochr.
81. Abutilon leonardii Urb.
82. Abutilon lepidum (F.Muell.) A.S.Mitch.
83. Abutilon leucopetalum (F.Muell.) Benth.
84. Abutilon lineatum (Vell.) K.Schum.
85. Abutilon listeri Baker f.
86. Abutilon lobulatum Domin
87. Abutilon longicuspe Hochst. ex A.Rich.
88. Abutilon longilobum F.Muell.
89. Abutilon macrocarpum Guill. & Perr.
90. Abutilon macropodum Guill. & Perr.
91. Abutilon macrum F.Muell.
92. Abutilon macvaughii Fryxell
93. Abutilon malachroides A.St.-Hil. & Naudin
94. Abutilon malacum S.Watson
95. Abutilon malvifolium (Benth.) J.M.Black
96. Abutilon mangarevicum Fosberg
97. Abutilon mauritianum (Jacq.) Medik.
98. Abutilon menziesii Seem.
99. Abutilon micropetalum Benth.
100. Abutilon minarum K.Schum.
101. Abutilon mitchellii Benth.
102. Abutilon mollicomum (Willd.) Sweet
103. Abutilon mollissimum (Cav.) Sweet
104. Abutilon mucronatum J.E.Fryxell
105. Abutilon multiflorum R.E.Fr.
106. Abutilon myrianthum (Planch. & Linden) Krapov.
107. Abutilon neelgherrense Munro
108. Abutilon nigricans G.L.Esteves & Krapov.
109. Abutilon nobile Domin
110. Abutilon orbiculatum (DC.) G.Don
111. Abutilon otocarpum F.Muell.
112. Abutilon oxycarpum (F.Muell.) F.Muell. ex Benth.
113. Abutilon pakistanicum Jafri & Ali
114. Abutilon palmeri A.Gray
115. Abutilon paniculatum Hand.-Mazz.
116. Abutilon pannosum (G.Forst.) Schltdl.
117. Abutilon parishii S.Watson
118. Abutilon parvulum A.Gray
119. Abutilon pedatum Ewart
120. Abutilon pedrae-brancae K.Schum.
121. Abutilon pedunculare Kunth
122. Abutilon percaudatum Hochr.
123. Abutilon permolle (Willd.) Sweet
124. Abutilon persicum (Burm.f.) Merr.
125. Abutilon picardae Urb.
126. Abutilon pilosicalyx Verdc.
127. Abutilon pilosocinereum A.Meeuse
128. Abutilon pinkavae Fryxell
129. Abutilon pitcairnense Fosberg
130. Abutilon piurense Ulbr.
131. Abutilon pritchardii Exell & Hillc.
132. Abutilon procerum Fryxell
133. Abutilon pseudocleistogamum Hochr.
134. Abutilon pubistamineum Ulbr.
135. Abutilon pycnodon Hochr.
136. Abutilon pyramidale Turcz.
137. Abutilon ramiflorum A.St.-Hil.
138. Abutilon ramosum (Cav.) Guill. & Perr.
139. Abutilon ranadei Woodrow & Stapf
140. Abutilon reflexum (Lam.) Sweet
141. Abutilon rehmannii Baker f.
142. Abutilon reventum S.Watson
143. Abutilon roseum Hand.-Mazz.
144. Abutilon rotundifolium Mattei
145. Abutilon sachetianum Fosberg
146. Abutilon sandwicense (O.Deg.) Christoph.
147. Abutilon schaeferi Ulbr.
148. Abutilon schinzii Ulbr.
149. Abutilon sepalum S.A.Husain & Baquar
150. Abutilon simulans Rose
151. Abutilon sinaicum Mattei
152. Abutilon sinense Oliv.
153. Abutilon somalense Mattei
154. Abutilon sonneratianum (Cav.) Sweet
155. Abutilon sphaerostaminum Hochr.
156. Abutilon stenopetalum Garcke
157. Abutilon straminicarpum Fryxell
158. Abutilon subprostratum Verdc.
159. Abutilon substellatum Phuph. & Poopath
160. Abutilon subumbellatum Philcox
161. Abutilon subviscosum Benth.
162. Abutilon tehuantepecense Fryxell
163. Abutilon terminale (Cav.) A.St.-Hil.
164. Abutilon theophrasti Medik.
165. Abutilon thyrsodendron Griseb.
166. Abutilon trisulcatum (Jacq.) Urb.
167. Abutilon tubulosum (A.Cunn. ex Hook.) Walp.
168. Abutilon turumiquirense Steyerm.
169. Abutilon umbelliflorum A.St.-Hil.
170. Abutilon venosum Lem.
171. Abutilon virginianum Krapov.
172. Abutilon viscosum (L.) Dorr
173. Abutilon whistleri Fosberg
174. Abutilon wituense Baker f.
175. Abutilon wrightii A.Gray
176. Abutilon xanti A.Gray